# Rhys Chatham
Rhys Chatham, född 19 september 1952, New York, USA, är en amerikansk kompositör, gitarrist.
Rhys Chatham inledde sin musikaliska bana som La Monte Youngs pianostämmare. Han studerade sedan för elektronmusikkompositören Morton Subotnick och minimalisten Tony Conrad. 1971 blev han direktör för The Kitchen på Manhattan i New York. Chathams musik är väldigt New York, med starka kopplingar till den s.k. No Wave-rörelsen. 1978 framförde han sin första Guitar Trio tillsammans med Glenn Branca och Nina Canal - något som han fortfarande gör i olika konstellationer. Han är också känd för sina mastodontkonserter för flera hundra gitarrer, nu senast 200 gitarrer och 16 basar i New York. Rhys Chatham bor och arbetar numera i Paris.

## Diskografi
- Factor X (LP), Moers Music 1983.
- Die Donnergötter (LP), Dossier Records (Europa), Homestead Records (USA) 1987.
- Neon (CD/EP), Ninja Tune, Ntone, 1997.
- Septile (CD/EP), Ninja Tune, Ntone, 1997.
- Hard Edge (CD), The Wire Editions, 1999.
- A Rhys Chatham Compendium: 1971-1989 (CD), Table of the Elements, 2002.
- An Angel Moves Too Fast to See (Selected Works 1971-1989) (3xCD Box) Table of the Elements, 2003.
- Echo Solo (LP), Table of the Elements, Azoth, 2003.
- Three Aspects of the Name (12"), Table of the Elements, Lanthanides, 2004.
- Two Gongs (CD), Table of the Elements, Radium, 2006.
- An Angel Moves Too Fast To See (For 100 Electric Guitars, Electric Bass, And Drums) (LP, CD), Table of the Elements/Radium 2006.
- Die Donnergötter (LP, CD), Table of the Elements/Radium 2006
- A Crimson Grail (For 400 Electric Guitars) (CD), Paris Version / Indoor Version, Table of the Elements 2007.
- The Bern Project (CD), Hinterzimmer Records 2010.
- A Crimson Grail (For 200 Electric Guitars) (CD), New York Version / Outdoor Version, Nonesuch Records 2010.
- Outdoor Spell (LP, CD), Northern-Spy 2011.
- Rêve Parisien (LP), Primary Information 2011.
- Harmonie Du Soir (LP, CD), Northern-Spy 2013.
- Pythagorean Dream (LP, CD), Foom 2016.
- What's Your Sign? (LP, CD), Northern Spy 2016.